# Best: Second Session
Best: Second Session è un album discografico di raccolta della cantante giapponese Koda Kumi, pubblicato nel 2006.
Il disco è uscito nei formati CD e CD + doppio DVD.

## Tracce
Disco 1 (CD)
1. Introduction to the Second Session – 1:16
2. D.D.D. (feat. Soulhead) – 4:11
3. You – 4:47
4. Candy (feat. Mr. Blistah) – 4:09
5. Shake It Up – 4:59
6. Feel – 4:16
7. Wind – 4:25
8. Love Goes Like... – 4:04
9. No Regret – 4:25
10. Birthday Eve – 4:30
11. Lies – 5:22
12. Ima Sugu Hoshii (今すぐ欲しい) – 4:33
13. Kamen – 5:14
14. Someday – 4:17
15. A Whole New World (Koda Kumi & Peabo Bryson) (Bonus Track)) – 6:08

Disco 2 (DVD Parte 1 - Music Video)
1. you
2. Candy (feat. Mr. Blistah)
3. Ima Sugu Hoshii (今すぐ欲しい)
4. Birthday Eve
5. Feel
6. D.D.D. (feat. Soulhead)
7. Kamen (feat. Tatuya Ishii)
8. Wind
9. Lies
10. No Regret
11. Shake It Up
12. Someday (...and Wish Your Happiness & Love)

Disco 3 (DVD Parte 2 - Live Tour 2005 First Things)
1. Opening Movie at Osaka
2. Butterfly
3. Cutie Honey (キュ一ティ一ハニ一)
4. Chase
5. Gentle Words
6. Heat (feat. Megaru)
7. Hot Stuff (feat. KM-Markit)
8. Crazy 4 U
9. hands
10. No Tricks
11. Rain [Unplugged Version]
12. Take Back
13. Maze
14. Selfish
15. Promise
16. Star
17. Trust Your Love
18. Come with Me
19. Real Emotion
20. The Meaning of Peace
21. Flower
22. Walk